# Jibek Joly (métro d'Almaty)
Jibek Joly (kazakh : Жібек Жолы (Jıbek Joly), litt. « Route de la soie » ; russe : Жибек Жолы) est une station de la ligne 1 du métro d'Almaty. Elle est située à Almaty au Kazakhstan.
Elle est mise en service en 2011, avec le premier tronçon du métro.

## Situation sur le réseau
Établie en souterrain, Jibek Joly est une station de la Ligne 1 du métro d'Almaty, située entre la station terminus nord (provisoire) Raïymbek batyr, et la station Almaly, en direction de la station terminus sud (provisoire) Mäskeou.

## Histoire
La station Jibek Joly est mise en service le 1er décembre 2011, lors de l'ouverture à l'exploitation du premier tronçon, long de 7,6 km, de la ligne 1 du métro d'Almaty, entre Raïymbek batyr et Alataou. Elle est nommée en référence au cosmodrome de Baïkonour.